# 堀田かつひこ
堀田 かつひこ（ほった かつひこ、本名：末次 直人、1952年7月30日 - ）は、日本の漫画家。長崎県佐世保市出身、長崎県立佐世保北高等学校、立教大学卒業。福岡県福岡市在住。

## 経歴
デビューは『別冊マーガレット』誌で、当時のペンネームは本名の「すえつぐ なおと」であった。その後、「堀田かつひこ」に改名。雑誌に発表した『オバタリアン』は庶民的なおばさん世代を風刺した漫画として人気を集め、タイトルは流行語にまでなった。そのことから、「おばさんウォッチャー」としてマスコミに専門家として紹介されたことがある。
新聞でも産経新聞夕刊に「カボスさん」（1990年～95年）を連載。中日新聞や東京新聞、西日本新聞、北海道新聞などブロック紙3社連合に属する地方紙にも『主婦コー座』という漫画エッセイを執筆した。
1989年、『オバタリアン』で第35回文藝春秋漫画賞を受賞。

## 作品リスト
- オバタリアン（全13巻、文庫全1巻）
  - オバタリアンにイバラの花束を!（全1巻） - エッセー
- ささくれーしょん（全1巻） - 夕刊フジに連載されていた。
- ささいなことでイライラするな 読んで、見れば笑えちゃいます（全1巻、菅野泰蔵との共著）
- サボテンOL（全1巻）
- ごましおさん（全1巻）
- ×・OL同盟（全4巻）
- マイペース・ママ（全1巻）
- ガンバレ浪人くん（全1巻）
- カボスさん
- マイペース! たらこさん
- ゆるして‼ねえちゃん（全1巻、すえつぐなおと名義）

他多数。

## 作詞
- 中尾ミエ
  - 帰らぬメモリー（気がつけばオバタリアン）
  - オバタリアン・レボリューション '89